# Capítulo (botânica)

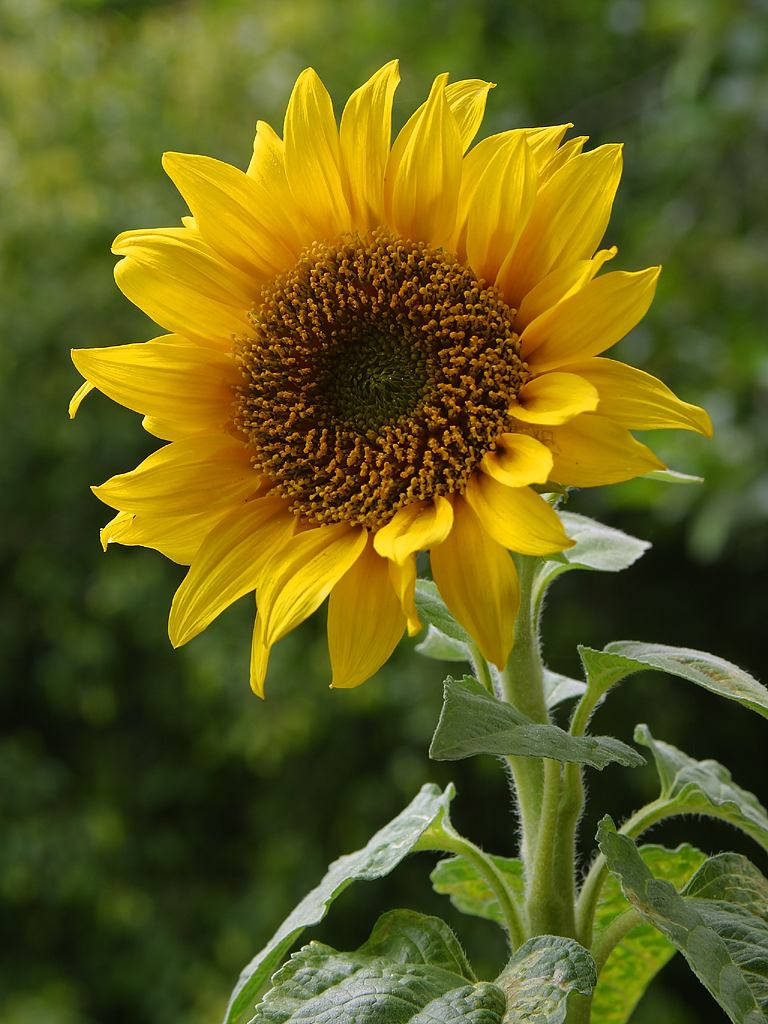
O capítulo do girassol, mostrando o dimorfismo entre a periferia e o centro da inflorescência.

Capítulo (ou pseudanto ou calátide) é a designação dada a uma inflorescência caracterizada por ter as flores inseridas num receptáculo discoide ou arredondado protegido por brácteas. É comum existirem tipos de flores diferentes nestas inflorescências, como acontece nas compostas, como no caso do girassol em que as flores situadas na periferia são muito diferentes das situadas no interior do disco.